# Andrea Hämmerle
Andrea Hämmerle, né le 9 novembre 1946 à Pratval (originaire de Pratval e Oberhelfenschwil), est une personnalité politique suisse du canton des Grisons, membre du Parti socialiste et conseiller national de 1991 à 2011.

## Publications
- (de) Andrea Hämmerle, Die Abwahl : Fakten & Figuren, Glarus, Rüegger Verlag, 2011, 117 p. (ISBN 978-3-7253-0981-8).
  - Andrea Hämmerle (trad. Christine Muhlemann-Haldimann), L'élection, Glaris, Rüegger, 2011, 118 p. (ISBN 978-3-7253-0986-3).